# Clinospermatinae
Clinospermatinae, podtribus palmi, dio tribusa Areceae, potporodica Arecoideae. Sastoji se od dva  roda, sve su vrste endemi sa Nove Kaledonije.

## Rodovi
1. Clinosperma Becc.
2. Cyphokentia Brongn.